# ریموندو رودریگز
ریموندو رودریگز (اسپانیایی: Raymundo Rodríguez‎؛ زادهٔ ۱۵ آوریل ۱۹۰۵) یک بازیکن فوتبال اهل مکزیک است. 